# Copa da Escócia de 1976–77
A Copa da Escócia de 1976-77 foi a 92º edição do torneio mais antigo do futebol da Escócia. O campeão foi o Celtic F.C., que conquistou seu 25º título na história da competição ao vencer a final contra o Rangers F.C., pelo placar de 1 a 0.

## Premiação
| Copa da Escócia de 1976-77       |
| Escócia                          |
| -------------------------------- |
| Celtic F.C. Campeão (25º título) |